# Ambassade des États-Unis en Espagne
L'ambassade des États-Unis en Espagne est la représentation diplomatique des États-Unis auprès de l'Espagne. Elle est située à Madrid, la capitale.
L'ambassadeur est également accrédité auprès de la principauté d'Andorre.

## Ambassade
Le bâtiment abritant l'ambassade s'élève sur la rue Serrano, près de l'intersection avec la rue Diego de León, dans l'arrondissement de Salamanca. Il constitue un exemple d'édifice de style international, inauguré en 1955. La résidence de l'ambassadeur est située sur le même terrain et ses jardins s'étendent à l'ouest jusqu'à la Castellana.

## Ambassadeurs
| Date de nomination | Date de nomination | Date de remise des lettres de créance | Date de remise des lettres de créance | Fin de mission  | Ambassadeur                             |
| ------------------ | ------------------ | ------------------------------------- | ------------------------------------- | --------------- | --------------------------------------- |
| 2 novembre 2017    |                    | 18 janvier 2018                       |                                       | 20 janvier 2021 | Duke Buchan (en)                        |
| 2021               |                    |                                       |                                       | 2022            | Conrad Tribble (chargé d'affaires)      |
| 18 décembre 2021   |                    | 2 février 2022                        |                                       | 12 juillet 2024 | Julissa Reynoso                         |
| 15 juillet 2024    |                    |                                       |                                       | en cours        | Rian Harker Harris (chargée d'affaires) |